# ÖTILLÖ
ÖTILLÖ („The Swimrun World Championship“) ist ein seit 2006 jährlich stattfindender Ausdauerwettkampf im Stockholmer Schärengarten, bei dem 70 km von Sandhamn nach Utö (Schweden) abwechselnd laufend und schwimmend in Zweier-Teams bewältigt werden. Von Insel zu Insel (schwedisch: „Ö till Ö“) werden dabei 60 km zu Fuß und 10 km schwimmend in der meist kalten Ostsee als Männer-, Frauen- oder Mixed-Team zurückgelegt.

## Entstehung
2002 hatten Anders Malm – Besitzer des Utö Värdshus (Zielort) – und ein paar seiner Mitarbeiter (die Anderson Brüder) einen späten Abend an der Bar. Sie forderten sich gegenseitig heraus: „Das letzte Zweierteam in Sandhamn zahlt Hotel, Abendessen und die Drinks“. Zwei Zweierteams starteten am nächsten Morgen mit der einzigen Regel, dass drei verschiedene Restaurants auf den Inseln zwischen Start und Ziel passiert werden mussten. Das letzte Team am Restaurant musste das trinken und bezahlen, was das Team davor für sie bestellt hatte. Sie benötigten mehr als 24 Stunden und waren im Ziel zu erschöpft für eine Siegesfeier. Sie versuchten es im Jahr darauf wieder mit demselben Ergebnis.

## Organisation
2006 kamen Michael Lemmel und Mats Skott hinzu und machten aus der verrückten Herausforderung ein professionelles Rennen. Bei der ersten Austragung waren neun Teams an der Starlinie und nur zwei Teams erreichten das Ziel innerhalb des Zeitlimits.
Heute ist ÖTILLÖ international anerkannt als eines der härtesten Eintagesrennen der Welt. Jedes Jahr, jeweils am ersten Montag im September, starten 160 Swimrunner den ÖTILLÖ von Sandhamn nach Utö.
Aufgrund des großen Interesses wurden 2016 ein Qualifikationsverfahren für eine Teilnahme am ÖTILLÖ eingeführt, die ÖTILLÖ Swimrun World Series. Die World Series besteht aus vier Events in Europa (Utö (SWE), Engadin (CH), Gothenburg (SWE), Cannes (FRA)) und fünf Events in Nordamerika (Whistler (CAN), Casco Bay, Mackinac, Orcas Island und Austin (alle USA)). Durch die Klassierung in den Top 30 an den ÖTILLÖ Swimrun World Series Rennen oder ausgewählten ÖTILLÖ Merit Races können Punkte für das ÖTILLÖ Swimrun Ranking gesammelt werden. Basierend auf den Ranking-Ergebnissen können sich die besten Swimrunner der Saison für eine Teilnahme an den ÖTILLÖ, The Swimrun World Championship bewerben.

## Regeln
Die Regeln sind minimalistisch gehalten:
- Ausrüstung – sämtliche Ausrüstung muss eigenständig von Start bis Ziel gebracht werden
- Teampartner – Abstand voneinander nie mehr als 10 Meter
- Sicherheit – z. B. Signalpfeife, GPS-Sender, Notfallkit
- Cut-Off Zeiten an verschiedenen Streckenpunkten

Dies bedeutet das Schwimmen in Laufschuhen sowie das Laufen in Neoprenanzügen, wobei Schwimmhilfen erlaubt sind.

## Streckenverlauf
Die Strecke startet beim Seglarhotel in Sandhamn mit Ziel am Utö Värdshus auf Utö (Schweden). Hierbei werden 24 Inseln. darunter Runmarö, Nämdö und Ornö überquert. In Summe sind 24 Laufabschnitte (Trailrunning) von 0,2 bis knapp 20 km und 23 Schwimmabschnitte (Freiwasserschwimmen) von 60 bis 1750 m zu absolvieren.
Der Streckenrekord wird mit 7:00:59 h seit 2022 vom Team ARK Swimrun Hugo & Max mit Max Andersson (SWE) und Hugo Tormento (FRA) gehalten.

## Siegerliste
| Sieger beim ÖTILLÖ |                                                         |                                                      |                                                |
| Jahr               | Mixed Team                                              | Frauen                                               | Männer                                         |
| 2023               | Amanda Nilsson Adriel Young 7:57:53 h                   | Anna Hellström Desirée Andersson 8:39:13 h           | Max Andersson Hugo Tormento 7:32:13 h          |
| 2022               | Desirée Andersson Alexander Berggren 7:49:54 h (Rekord) | Helena Sivertsson Ulrika Eriksson 8:35:55 h (Rekord) | Max Andersson Hugo Tormento 7:00:59 h (Rekord) |
| 2021               | Desirée Andersson Victor Dahl 8:14:57 h                 | Helena Sivertsson Kirstin Larsson 9:00:47 h          | Oscar Olsson Adriel Young 7:38:43 h            |
| 2019               | Charlotte Eriksson Simon Börjeson 8:38:10 h             | Fanny Danckwardt Desirée Andersson 9:05:29 h         | Pontus Lindberg George Bjälkemo 7:47:48 h      |
| 2018               | Helena Karásková Martin Flinta 8:16:15 h                | Kristin Larsson Annika Ericsson 8:56:26 h            | Fredrik Axegård Alex Flores 7:39:25 h          |
| 2017               | Eva Nyström Adriel Young 9:01:31 h                      | Kristin Larsson Annika Ericsson 10:03:32 h           | Daniel Hansson Jesper Svensson 7:58:06 h       |
| 2016               | Eva Nyström Adriel Young 8:49:58 h                      | Kristin Larsson Annika Ericsson 9:32:03 h            | Lelle Moberg Daniel Hansson 7:59:04 h          |
| 2015               | Marika Wagner Staffan Björklund 8:55:39 h               | Annika Ericsson Maya Tesch 10:30:36 h                | Björn Englund Paul Krochak 8:29:11 h           |
| 2014               | Ulrika Eriksson Jonas Udehn 9:52:11 h                   | Bibben Nordblom Charlotta Nilsson 10:26:31 h         | Lelle Moberg Daniel Hansson 8:16:12h           |
| 2013               | Annika Ericsson Fredrik Selmerde 10:33:48 h             | Bibben Nordblom Charlotta Nilsson 10:54:59 h         | Björn Englund Paul Krochak 8:35:00h            |
| 2012               | Annika Åström Fredrik Åström 11:16:36 h                 | Helena Lindahl Linda Sernfalk 13:47:42 h             | Magnus Olander Lennart Moberg 9:11:58 h        |
| 2011               | Åsa Annerstedt Joakim Axelsson 11:10:18 h               | Annika Åström Karin Edvinsson 12:28:01 h             | Björn Englund Antti Antonov 9:07:24 h          |
| 2010               | Rebecca Nordholm Johan Nyqvist 11:32:29 h               | Åsa Annerstedt Annie Gustafsson 11:15:42 h           | Jonas Colting Gordo Byrn 9:09:15 h             |
| 2009               | Ingrid Stengård Mikko Kolehmainen 11:06:16 h            | Åsa Annerstedt Annie Gustafsson 11:09:36 h           | Jonas Colting Martin Flinta 8:53:05 h          |
| 2008               | -                                                       | -                                                    | Jonas Colting Pasi Salonen 10:14 h             |
| 2007               | -                                                       | -                                                    | Martin Flinta Ted Ås - h                       |
| 2006               | -                                                       | -                                                    | Petri Forsman Ville Niemelä 12:00 h            |

## Deutsche Athleten beim ÖTILLÖ
Seit 2010 sind 26 Deutsche  beim ÖTILLÖ ins Ziel gekommen (Stand: September 2016). Die Bestzeit für ein rein deutsches Team liegt bei 9:18:42 h im Jahr 2016 (André Hook & Wolfgang Grohé).
| Deutsche beim ÖTILLÖ                          |                                      |        |          |       |      |
| Team                                          | Mitglieder                           | Klasse | Zeit     | Platz | Jahr |
| Team Envol Berlin                             | Sabine Kost Jessica Tamms            | Women  | 13:00:30 | 24    | 2022 |
| Lurch und Kuh                                 | Katharina Heining Jacob Langeloh     | Mix    | 10:40:56 | 27    | 2022 |
| Team Envol Bavaria                            | Martina Bolváry Christian Götz       | Mix    | 11:14:15 | 37    | 2022 |
| Team Dryrobe                                  | Fabian Eberhard Markus Rössel        | Men    | 8:52:08  | 14    | 2022 |
| Team Grünhof                                  | Matthias Grünwald Dirk Hofmann       | Men    | 9:38:22  | 29    | 2022 |
| FREIBIER FÜR ALLE                             | Markus Rauch Ben Thiesmeyer          | Men    | 10:48:23 | 58    | 2022 |
| Team Max Mockermann / United Runners of Pfalz | Florian Geffers Tobias Rop           | Men    | 11:05:08 | 62    | 2022 |
| Germany Girlspower aHEAD                      | Sabine Kost Birgit Wandratsch        | Women  | 12:29:34 | 18    | 2018 |
| swimrun Germany byHEAD                        | Barbara Seidel Tanja Neumann         | Women  | 13:19:29 | 20    | 2018 |
| Old Tribaers                                  | Faris Al-Sultan Peter Oom            | Men    | 9:18:01  | 13    | 2016 |
| Team CAMPZ.com                                | André Hook Wolfgang Grohé            | Men    | 9:18:42  | 14    | 2016 |
| frog 'n' kraut                                | Felix Haupt Thomas Pignede           | Men    | 9:30:16  | 17    | 2016 |
| swimrunART Odenwald                           | Frank Mertins Sebastian Bleitgen     | Men    | 10:05:19 | 22    | 2016 |
| Team Teilweise Locker                         | Knut Baadshaug Malte Staehr          | Men    | 10:14:42 | 24    | 2016 |
| The German Sparkle Party                      | Markus Rössel Fabian Eberhard        | Men    | 10:18:31 | 26    | 2016 |
| BRUSSELS TRIATHLON CLUB                       | Dirk Zangen Bruno Bonnechere         | Men    | 10:22:58 | 29    | 2016 |
| Team Swimrun.de                               | André Hook Wolfgang Grohé            | Men    | 9:28:52  | 8     | 2015 |
| Suunto Swimrun                                | Juha Lindfors Armin Hummel           | Men    | 9:36:44  | 9     | 2015 |
| The German Sparkle Party                      | Markus Rössel Knut K Baadshaug       | Men    | 10:11:07 | 18    | 2015 |
| Mads & Havsmannen                             | Ulf Hausman Mats Rubertsson          | Men    | 11:29:17 | 31    | 2015 |
| Tritime                                       | Bennie Lindberg Thomas Förster       | Men    | 12:37:01 | 44    | 2015 |
| Baltic Sea Action Group                       | Juha Lindfors Armin Hummel           | Men    | 09:49:10 | 12    | 2014 |
| Team SwimTrek.com                             | André Hook Wolfgang Grohé            | Men    | 10:02:39 | 14    | 2014 |
| German Sparkle Party                          | Markus Rössel Fabian Eberhard        | Men    | 11:08:01 | 30    | 2014 |
| SCC Berlin Triathlon                          | Pawel-Jascha Körner Alexander Glantz | Men    | 12:56:25 | 57    | 2014 |
| Fast Freddie                                  | Sebastian Pancratz Kathryn Twyman    | Mix    | 13:55:33 | 57    | 2014 |
| TSV Schleswig – Germany                       | Mark Tonn Gerhard Lamp               | Men    | 13:10:57 | 57    | 2013 |
| German Armed Forces                           | Lars Apitz Torsten Schreiber         | Men    | 12:01:31 | 15    | 2012 |
| German Navy                                   | Lars Apitz Björn Arendt              | Men    | 12:13:14 | 20    | 2011 |
| TSH Team Bergamont                            | Tilo Budinger Frank Schulz           | Men    | 12:37:05 | 25    | 2011 |
| Triabolos                                     | Hauke Heller Christian Woitha        | Men    | 12:54:40 | 33    | 2011 |
| TSH Team Bergamont                            | Tilo Budinger Frank Schulz           | Men    | 12:03:00 | 16    | 2010 |
| SAF/German Armed Forces                       | Lars Apitz Michael Fröbisch          | Men    | 12:36:03 | 23    | 2010 |